# 穆哈韋茨河

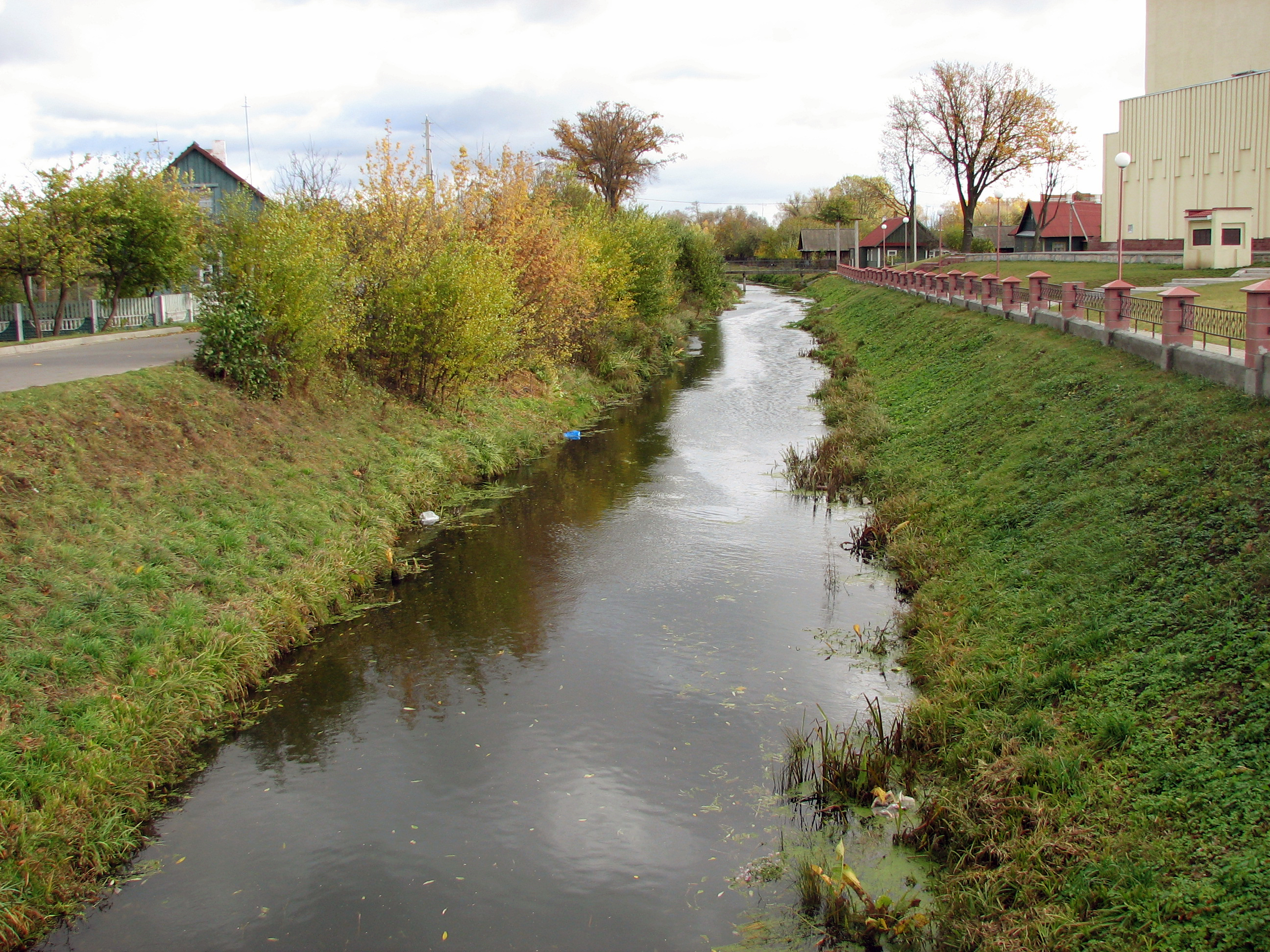
穆哈韋茨河

穆哈韋茨河（白俄羅斯語：Мухавец）是白俄羅斯的河流，位於布列斯特州，屬於西布格河的右支流，河道全長150公里，流域面積6,350平方公里，發源自普魯扎內，流經波利西亞地區。
52°05′01″N 23°38′54″E / 52.0835°N 23.6482°E